# Rena, Norvegia
Rena este o localitate situată în partea de sud a Norvegiei, provincia Innlandet, pe malul drept al râului Glomma. Este reședința în comunei Åmot. Localitatea ocupă o suprafață de 1,98 km² și o populație de 2.216 locuitori (2021). Localitatea a fost construită în 1871 ca și stație de cale ferată pe Linia Røros. Biserica din localitate, construită din lemn în 1902 a fost proiectată de către arhitectul Henrik Bull. Între 1913 și 1998 aici a funcționat o fabrică de carton. Până la data de 1.1.2020, Rena a aparținut provinciei Hedmark.